# فهرست سازها
این فهرستی از سازهای موسیقی جهان است.

## سازهای زهی
- آرخو
- باغلاما
- بالالایکا
- باندورا
- باندولین
- باندولون
- بانجو
- بربط (عود یا رود)
- بیوا
- بوزوکی
- تار آذربایجانی (۹ سیم)
- تار
- تار باس
- تنبور
- جنبش
- چپمن استیک
- چگور
- چنگ
- چنگ گیتار
- چنگ رومی
- چونگیر
- دمبوره
- دولسیمر چکشی
- دیوان
- دوتار
- رباب (ربابه خورستان)
- رباب
- سلانه
- سه‌تار
- سی‌تار
- سنتور
- شهتور
- سنتور آپالاشی
- شورانگیز
- صراحی
- فیدل
- قیچک (غژک یا غیچک)
- عود
- کانتله
- کرشمه
- کاواکینیو
- کنترباس
- کمانچه
- کِمِنچه
- کوبزا
- کوتو
- گاسلی
- گیتار
- گیتار آکوستیک
- گیتار کلاسیک
- گیتار فلامنکو
- گیتار الکتریک
- گیتار بیس
- قانون
- قاویز (زنبورک ترکمنی)
- قوپوز
- قیجاق (کمانچهٔ ترکمنی)
- لاعود
- لوت
- ماندولا
- ماندولین
- مراژ
- مورین خور
- ویولن
- ویولن آلتو
- ویولا
- ویولا دآمور
- ویولا داگامبا
- ویولای باس
- ویولن‌سل
- ویولنسل دا اسپلا
- یوکه‌لیلی

## سازهای بادی
- آکوردئون
- آکاردئون بایان
- ابوا
- ابوا دامور
- ابوا دا کاچا
- ارگ بادی
- اکارینا
- بالابان
- تاریا
- ترومبون
- ترومپت
- توبا
- توبای بایرویت
- توبای واگنر
- تویتوک (نی ترکمنی)
- دودوک
- دوزله (دونی)
- دیجریدو
- رکت
- رباب
- ریکوردر
- زامپونیا
- ساکسوفون
- ساکسوفون سوپرانو
- ساکسوفون آلتو
- ساکسوفون تنور
- ساکسوفون ملودی
- ساکسوفون باریتون
- ساکسوفون باس
- سازدهنی
- سازدهنی کروماتیک
- سرنا
- سیکو
- سوسافون
- سولینگ
- شاکوهاچی
- شمشال
- شوفار
- شوی
- شهنای
- شیپور
- شیپور پست
- ضرب دهانی (بیت‌باکس یا حنجره‌نوازی)
- فاگوت
- کنترفاگوت
- فلوت
- فلوت آلتو
- فلوت پن
- فلوت پیکولو
- فلوت باس
- فلوت ریکوردر
- فلوگل هورن
- قارمان
- قانون
- قره نی
- قشمه
- غژغژه
- کالیوپ
- کاستراتو
- کاوال
- کر آنگله
- کرنای
- کلارینت
- کلارینت باس
- کرباست
- كنسرتينا
- کورنت
- للوا
- ملودیکا
- موسیقار
- نی
- نی‌انبان
- ووووزلا
- هارمونیوم
- هورن
- یدی بوغون (نی ترکمنی)
- یوفونیوم

## سازهای کوبه‌ای
- دف
- دایره (در زبان ترکی به آن قاوال هم می‌گویند.)
- تمبک (ضرب)
- تیمبال (تیمپانی)
- طبل
- طبل بزرگ
- طبل کوچک
- طبل بانگو
- طبله
- دامارو
- دمام
- مثلث
- ماراکاس
- سنج
- زنبورک
- تومبا
- طبلا
- دهل
- تمپو
- کاخون
- کوزه (اودو)
- هنگ (هندپن، پنتام یا هنگ‌درام)
- درامز
- گابلت درام
- حلقه انگشتی
- کنگا
- جمبه
- ناقارا
- نقاره
- تایکو
- تیمپانی

## سازهای صفحه‌کلیددار
- پیانو
- ارگ
- کلاوسن
- کلاویکورد
- چمبالو
- هارپسیکورد
- چلستا
- آکوردئون
- هارمونیون
- گارمون
- ویرجینال
- کالیمبا
- چلستا

## سازهای الکترونیک
- ارگ برقی
- ترمین
- درام الکتریک
- سینتی سایزر
- کیبورد
- گیتار الکتریک
- گیتار بیس